# Angola en los Juegos Olímpicos de Atenas 2004
Angola estuvo representada en los Juegos Olímpicos de Atenas 2004 por un total de 30 deportistas, 14 hombres y 16 mujeres, que compitieron en 5 deportes.
El portador de la bandera en la ceremonia de apertura fue el jugador de baloncesto Ângelo Victoriano. El equipo olímpico angoleño no obtuvo ninguna medalla en estos Juegos.